# Friedrich E.A.E. Lund
Friedrich Ernst August Emil Lund (født 22. september 1823 i Rendsborg, død 14. maj 1907 i København) var en dansk søofficer. 

## Virke
Han var søn af major i Ingeniørkorpset, inspektør ved kanalvæsenet Johan Cornelius Lund (1794-1847) og hustru Elisabeth Catharina født Heyenberg (død 1851). Han blev 1836 kadet, 1842 sekondløjtnant med Gerners Medalje, var 1843-45 med briggen Mercurius til Dansk Vestindien og derefter i eskadre i Middelhavet (se under H.G. Garde), hvorefter Lund i 1845 fik tilkendegivet den franske regerings anerkendelse af den hjælp, han havde ydet ved bjergningen af det franske koffardiskib La Suzanne. I 1846 fik han orlov i tre måneder for at rejse til Rendsborg. Under Treårskrigen var han i 1848 med korvetten Galathea, og den 9. april deltog han med et landgangskompagni fra korvetten i slaget ved Bov. Han var 1849 med fregatten Freja, blev 1850 næstkommanderende i dampskibet Valdemar og var 1850-51 med briggen Mercurius til Vestindien, hvorefter han i 1851 blev premierløjtnant.
Han var 1852-55 vagerinspektør på østkysten, blev 1858 løjtnant, var 1858-61 fører af dampskibet Jylland i postfart, 1861 chef for dampskibet Hertha og 1863 næstkommanderende i dampskibet Geiser. Under den 2. Slesvigske Krig blev Lund i den første måned af 1864 kaptajnløjtnant, samme år næstkommanderende i fregatten Niels Juel i nordsøeskadren og deltog i kampen ved Helgoland 9. maj.
Året efter blev han 1865 næstkommanderende i Niels Juel til Middelhavet, var fra 1867 til 1870 medlem af Konstruktions- og Regleringskommissionen, blev 1867 chef for skonnerten Fylla på rejse til Færøerne og Island, blev 1868 kaptajn og var samme år og 1869 chef for kongeskibet Slesvig. Fra 1870 til 1872 var Lund efter C.F. Tietgens ønske chef for fregatten Tordenskiold, der blev sendt til Østasien for at medvirke ved udlægningen af telegrafkabler for Det Store Nordiske Telegrafselskab og tillige for at vise flaget i Kina og Japan. Han blev 1873 kommandør og samme år chef for panserbatteriet Rolf Krake i eskadre, 1874 og 1875 chef for panserskibet Odin i eskadre, 1876-77 chef for fregatten Jylland til Vestindien, 1878 chef for en eskadre. Han fik den 23. december 1879 sin afsked, men var fra 1880 til 1898 overlods i det østlige distrikt og blev 1894 karakteriseret kontreadmiral. Han var 1879-80 formand for Søofficersforeningen
Lund blev gift 1857 med Margarethe Arnemann (født 18. september 1839 i Altona, død 13. april 1902 i København), datter af grosserer, konsul Carl Theodor Arnemann (1804-66) og Mathilde Hammann (1809-96).
Han er begravet på Holmens Kirkegård.

## Udmærkelser
Dannebrogordenen: Lund blev 6. oktober 1854 Ridder af Dannnebrog, 1. juni 1864 Dannebrogsmand, 12. februar 1880 Kommandør af 2. grad og 8. april 1888 Kommandør af 1. grad.

## Gengivelser
- Tegning af G.A. Indebetou (Sjöhistoriska museet, Stockholm)
- Afbildet på Christian Mølsteds maleri 1897-98, Om bord i Niels Juel ved Helgoland, 1864 (Det Nationalhistoriske Museum på Frederiksborg Slot)
- Fotografi